# Vigdís Finnbogadóttir
 Vigdís Finnbogadóttir [ˈvɪɣtis ˈfɪn.pɔɣaˌtoʊhtɪr] ⓘ (sinh 15 tháng 4 năm 1930) là nữ chính trị gia người Iceland, Tổng thống Iceland thứ tư trong lịch sử quốc gia này từ năm 1980 tới năm 1996. Bà không chỉ là nữ tổng thống đầu tiên của cả Iceland và châu Âu mà còn là bà mẹ đơn thân đầu tiên trên thế giới được bầu làm tổng thống. Với nhiệm kỳ đúng 16 năm, bà hiện tại đang nắm giữ kỷ lục là nữ nguyên thủ được bầu cử cầm quyền lâu nhất. Hiện tại, bà là Đại sứ thiện chí của UNESCO, và thành viên của Câu lạc bộ Madrid. Cho đến thời điểm này (2016) thì bà là nữ tổng thống duy nhất trong lịch sử Iceland.

## Thiếu thời
Vigdís Finnbogadóttir sinh ra tại Reykjavík vào ngày 15 tháng 4 năm 1930. Bố của bà, ông Finnbogi Rútur Þorvaldsson, là một kỹ sư dân dụng, cũng như là giáo sư giảng dạy tại Đại học quốc gia Iceland. Mẹ bà, bà Sigríður Eiríksdóttir, làm nghề y tá và là một trong những người sáng lập Hiệp hội y tá Iceland. Họ có hai người con: Vigdís và một con trai sinh năm 1931. Bà kết hôn với một nhà vật lý vào năm 1954, nhưng sau đó ly dị năm 1963, năm 41 tuổi, bà nhận nuôi một cô con gái, và trở thành phụ nữ đơn thân đầu tiên tại Iceland được phép nhận con nuôi.
Vigdís tham gia nhiều phong trào trong thập niên 1960 và 1970 để phản đối sự hiện diện quân sự của Mỹ tại Iceland và chống sự gia nhập của Iceland vào NATO.

## Sự nghiệp nghệ thuật và học thuật hàn lâm
Sau khi tốt nghiệp đại học, Vigdís dạy bộ môn tiếng Pháp và sân khấu Pháp tại các trường đại học và làm việc với sân khấu thể nghiệm. Bà làm việc trong Công ty kịch nghệ Reykjavík từ năm 1954 tới năm 1957 và một lần nữa từ năm 1961 tới năm 1964. Vào mùa hè, bà cũng hành nghề hướng dẫn viên du lịch. Vigdís dạy tiếng Pháp tại Menntaskólinn í Reykjavík trong giai đoạn 1962–67 và tại Menntaskólinn við Hamrahlíð từ năm 1967 tới năm 1972. Bà cũng tham gia giảng dạy tại Đại học quốc gia Iceland trong một thời gian ngắn, cũng như chương trình luyện ngoại ngữ trên RÚV, kênh truyền hình quốc gia Iceland.
Bà là giám đốc nghệ thuật của Công ty kịch nghệ Reykjavík (Leikfélag Reykjavíkur), sau đó là Nhà hát thành phố từ năm 1972 đến năm 1980. Từ năm 1976 đến 1980, bà là thành viên của Ủy ban Tư vấn về các vấn đề văn hóa ở các nước Bắc Âu.
Năm 1996 bà là người thành lập Hội đồng Phụ nữ lãnh đạo thế giới tại Đại học Harvard. Hai năm sau, bà được chỉ định làm Chủ tịch Cao ủy của Tổ chức Giáo dục, Khoa học và Văn hóa Liên Hợp Quốc về đạo đức trong nghiên cứu khoa học và kỹ thuật.

## Tổng thống Iceland
Phong trào phụ nữ Iceland có một lịch sử lâu dài. Trong Năm Quốc tế Phụ nữ năm 1975 phụ nữ Iceland đã thu hút sự chú ý lớn khi họ đã tổ chức một cuộc tổng đình công để thể hiện việc phụ nự bị đánh giá thấp trong lao động và sản xuất. 90 phần trăm phụ nữ Iceland đã đình công. Và sau đó, tại cuộc bầu cử tổng thống năm 1980 các phong trào phụ nữ đẩy mạnh việc phụ nữ tham gia chính trị. Sau khi được thuyết phục nhiều lần, Vigdís đồng ý tham gia tranh cử thi với ba ứng cử viên nam khác. Bà là phụ nữ đầu tiên trong lịch sử thế giới được bầu làm nguyên thủ quốc gia trong một cuộc bầu cử dân chủ, dù là bà là mẹ đơn thân đã ly dị. Bà chiến thắng sát nút với 33,6 % số phiếu quốc gia, so với đối thủ thua gần nhất có 32,1 %. Bà đã tái cử ba lần, vào năm 1984, và vào năm 1988 khi chiến thắng một nữ chính trị gia khác với hơn 98 phần trăm số phiếu và năm 1992. Dù không có quy định về số nhiệm kỳ tổng thống tại Iceland nhưng bà không ra tranh cử năm 1996.
Năm 1993 tác phẩm Mitt Folk, soạn nhạc bởi Oliver Kentish theo ủy nhiệm bởi chính phủ Vương Quốc Anh, được trao tặng cho bà khi Iceland kỷ niệm 50 năm cộng hoà, như một món quà của Vương quốc Liên hiệp Anh.

## Nghỉ hưu
Từ năm 1998, Vigdís Finnbogadóttir là đại sứ thiện chí của UNESCO.
Bà cũng là thành viên của hội đồng Quỹ Jacques Chirac về phát triển bền vững và bảo tồn văn hoá, từ khi nó được thành lập năm 2008 bởi cựu tổng thống Pháp Jacques Chirac để giữ vững hoà bình và bản sắc dân tộc trên khắp thế giới.

## Vinh danh

### Quốc gia
- Iceland: Thập tự chương Đại bàng [5]

### Quốc tế
- Denmark: Hiệp sĩ và Huy chương Voi (giải thưởng cao quý nhất của Đan Mạch) (25 tháng 2 năm 1981)
- Norway: Hiệp sĩ và Huy chương Thánh Olav
- Thụy Điển: Hiệp sĩ và Huy chương Hoàng gia Seraphim (Seraphim nghĩa là Thiên thần theo phiên âm tiếng Thuỵ Điển) (8 tháng 10 năm 1981)
- Finland: Hiệp sĩ và Huy hiệu hoa hồng trắng
- Tây Ban Nha: Hiệp sĩ và Huy hiệu Charles III (1985)[6]
- Italy: Hiệp sĩ và Huy hiệu Hiệp sĩ nhà nước Cộng hoà Italia (5 tháng 10 năm 1987)
- Great Britain: Hiệp sĩ và Huy hiệu xứ Bath [7]
- Hà Lan: Hiệp sĩ và Huy chương Sư tử Công quốc Hà Lan (06/1994)[8]

### Bằng cấp
Bà đã nhận được bằng cấp do quá trình học tập và trao tặng của các trường đại học sau:
- Đại học Grenoble, Pháp (1985)
- Đại học Bordeaux, Pháp (1987)
- Đại học Martin Luther King, Mỹ (1988)
- Đại học Manitoba, Canada (1989)
- Đại học Nottingham, Vương Quốc Anh (1990)
- Đại học Tampere, Phần Lan (1990)
- Đại học Gothenburg, Thuỵ Điển (1990)
- Đại học Gakushuin Tokyo, Nhật Bản (1991)
- Đại học Miami, Mỹ (1993)
- Đại học Trondheim (Đại học khoa học kỹ thuật quốc gia Na Uy), Na Uy (1993)[9][10]
- Đại học Thánh Mary của Halifax, Canada (1996)
- Đại học Leeds, Anh (1996)
- Đại học Newfoundland, Canada (1997)
- Đại học Guelph, Canada (1998)
- Đại học quốc gia Iceland, Iceland (2000)